# Stierkampf

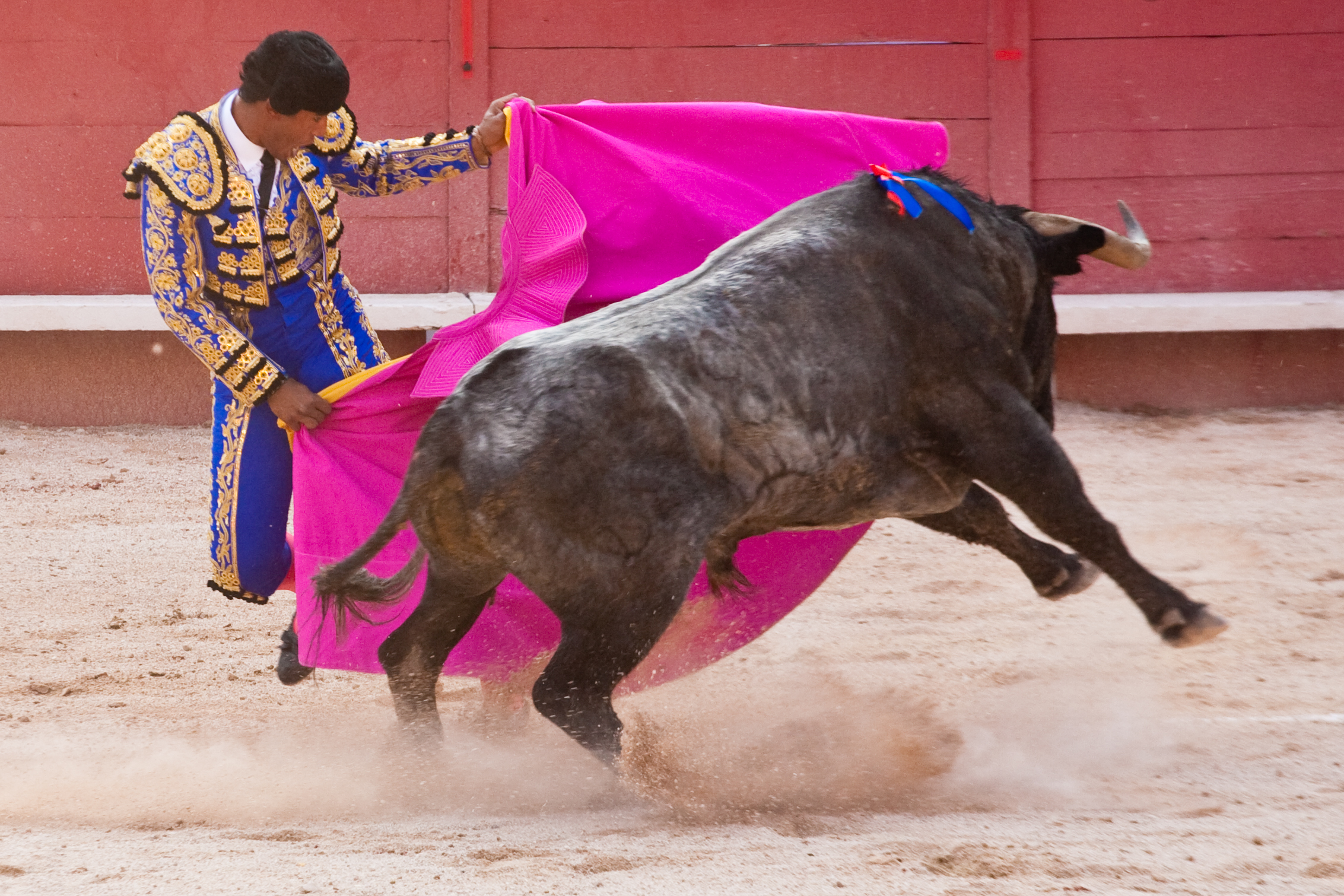
Stierkampf in der Arena von Arles

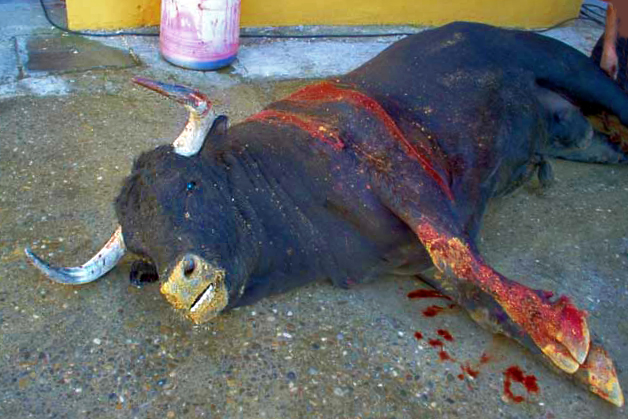
Erstochener Kampfstier

Als Stierkampf bezeichnet man gemeinhin die rituelle Tötung eines Kampfstieres.
Die bekanntesten Stierkämpfe finden in Spanien statt, aber auch in Portugal, Südfrankreich sowie in ehemaligen spanischen Kolonien und spanisch beeinflussten Regionen in Lateinamerika. Eine Version, bei der die Stiere nicht getötet werden, wird als Erbe portugiesischer Vergangenheit auf der tansanischen Insel Pemba gepflegt. Je nach Region gelten unterschiedliche Regeln. Stierkämpfe sind unter Aspekten des Tierschutzes umstritten.

## Geschichte
Der älteste Beleg stammt aus dem Jahr 1215, als eine Bischofssynode unter der Leitung des Bischofs von Segovia Priestern in den Städten Cuéllar, Coca, Sepúlveda und Pedraza die Teilnahme an „Bullenspielen“ (juegos de toros) untersagte. Ein literarischer Beleg des Stierkampfes findet sich in dem nur noch als Prosatext überlieferten Epos der Siete Infantes de Lara (um 1280). Reste der mittelalterlichen Corrida haben sich noch im Rejoneo erhalten.
Die heutige Art des Stierkampfes (etwa Kampf auf Augenhöhe und nicht mehr vom Pferd aus, Verwendung der Muleta, Tötung mit einem einzigen Stich) wurde im frühen 18. Jahrhundert durch Francisco Romero (1700–1763), den ersten professionellen Stierkämpfer, entwickelt. Die erste steinerne Stierkampfarena Spaniens befindet sich bei der Stadt Béjar und wurde in den Jahren 1711 bis 1714 gebaut. Per Gesetz hatte Philipp V. im Jahr 1700 den (damals noch ausschließlich von Adeligen betriebenen) Stierkampf untersagt. Aufgehoben wurde Philipps Erlass 1725. Auch unter König Karl IV. (regierte von 1788 bis 1808) war der Stierkampf verboten, sein Nachfolger Ferdinand VII. erlaubte ihn jedoch wieder. Im Jahr 1796 wurden in der Schrift Tauromaquia des Matadors José Delgado erstmals die Regeln beschrieben, nach denen der spanische Stierkampf im Wesentlichen bis heute durchgeführt wird. Im Jahr 1830 gründete Pedro Romero, ein 1754 geborener Enkel Francisco Romeros, in Sevilla die erste Stierkampfschule. Ein weiterer Star des Stierkampfes war der ebenfalls 1754 geborene José Delgado, genannt „Pepe Hillo“.

## Spanischer Stierkampf
Im spanischen Stierkampf wird der Stierkämpfer Torero (von toro ‚Stier‘) genannt. Der Stierkampf findet in einer Stierkampfarena statt, die meist ausschließlich zu diesem Zweck erbaut wurde. Ein wesentliches Element des Stierkampfes ist die ritualisierte und reglementierte Form seiner Darbietung.
Bei rund 1700 corridas (Stand 2015) und in der Regel sechs Tieren pro Veranstaltung ist die Zahl der dabei getöteten Stiere auf etwa 10.000 im Jahr zu schätzen. Angesichts dieser hohen Zahl und des blutigen Charakters des Stierkampfes gab es seit jeher, auch in Spanien selbst, Widerstände gegen diese Art von Spektakeln. Auf den Kanarischen Inseln wurde der Stierkampf 1991 abgeschafft, diesem Beispiel folgten Katalonien 2010 und die Balearen im Jahre 2016.

### Wirtschaftliche Bedeutung

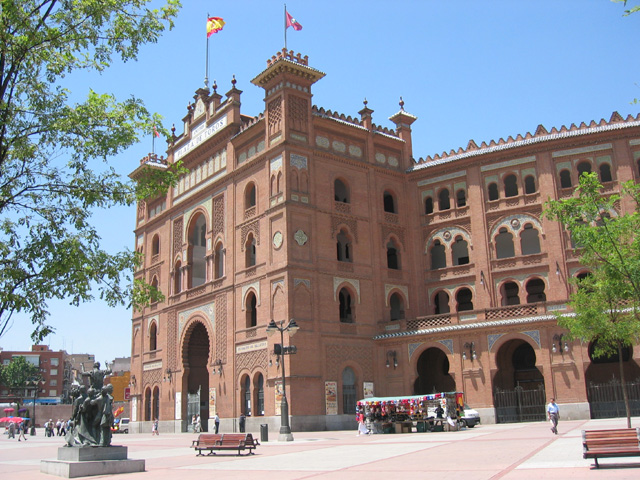
Las Ventas, die Stierkampfarena von Madrid

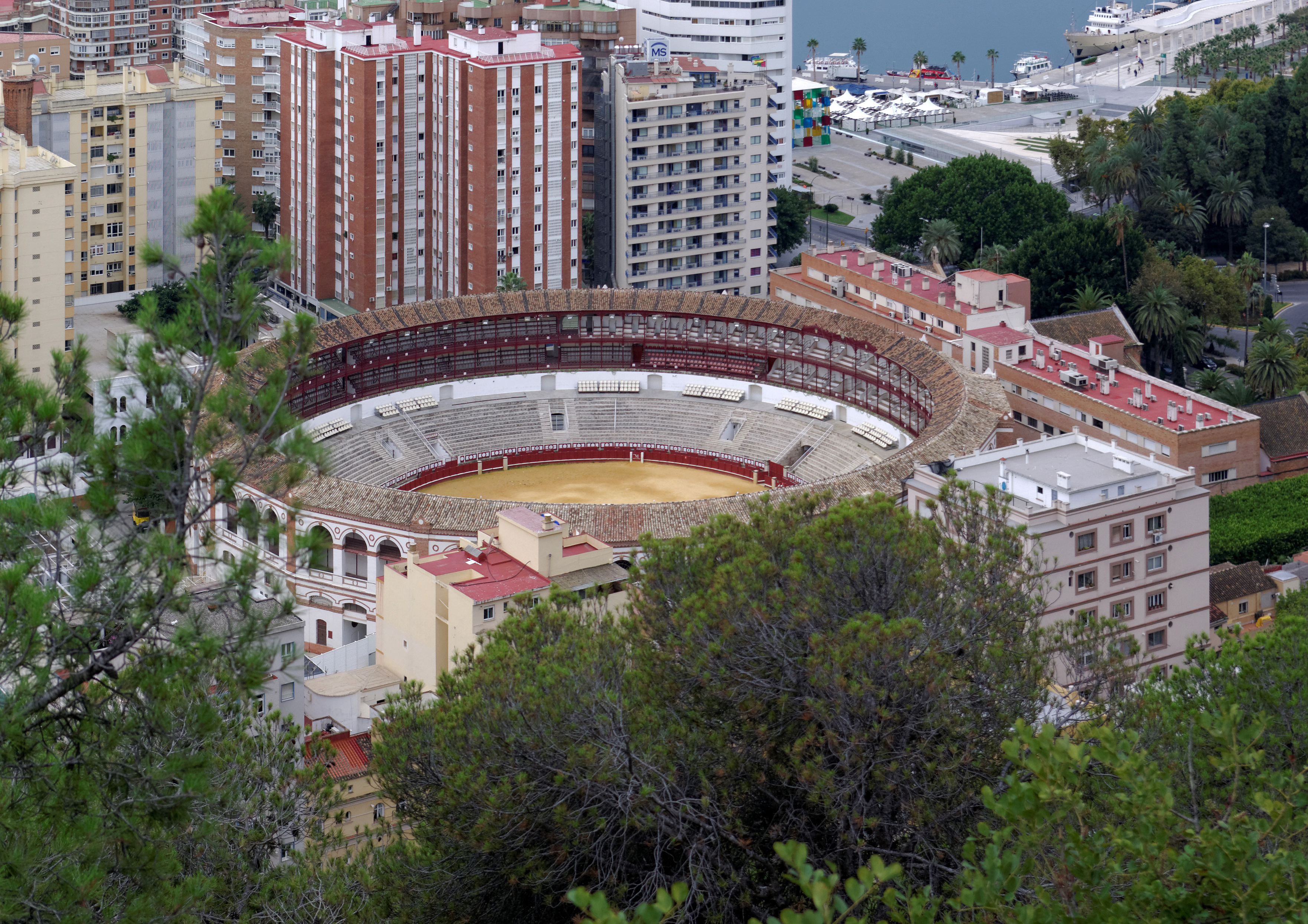
Plaza de Toros, Málaga

Mit dem Stierkampf sind in Spanien etwa 200.000 Arbeitsplätze verbunden. Insgesamt wurde bis 2007 jährlich ein Umsatz von 1,5 Milliarden Euro generiert. Seitdem ist die Zahl der Veranstaltungen jedoch zurückgegangen: 2007 waren es 3700, 2008 noch 3295, 2012 unter 2000, 2015 rund 1700, 2022 lag sie bei 1500 und 2023 leicht darunter.
Im Jahr 2015 wurden in Spanien 425 Stierkampfarenen (Plazas de Toros) gezählt. Im überwiegenden Teil dieser Arenen werden ein bis zwei Stierkampfveranstaltungen pro Jahr veranstaltet, sechs Arenen liegen im zweistelligen Bereich. Es gibt rund 75 Veranstalter von corridas in Spanien. Größte Arena ist die Plaza Las Ventas in Madrid, deren Betreibergesellschaft 400 Angestellte beschäftigt (Stand 2006) und pro Jahr 5 Millionen Euro Konzessionsgebühr an die Stadt zahlt.
Die Züchter von Kampfstieren sind in fünf Dachverbänden organisiert. Für die bei einer corrida benötigten sechs Stiere werden von großen Stierkampfarenen wie in Madrid oder Sevilla bis zu 150.000 Euro gezahlt. Aber nur 20 Prozent der jedes Jahr auf den Markt kommenden Stiere können zu diesen hohen Preisen verkauft werden. Die übrigen Stiere, die entweder von ihrem Temperament nicht geeignet sind oder physische Makel aufweisen, werden entweder an kleinere Stierkampfarenen in der Provinz oder an Schlachter verkauft.
Trotz des hohen Umsatzes der spanischen Stierkampfarenen sind nur wenige Zuchtbetriebe profitabel. Bis 2020 gab es ungefähr 1500 Betriebe, vor allem in Andalusien, Kastilien und León und Extremadura, von denen aufgrund der Schließung der Arenen während der COVID-19-Pandemie zahlreiche Konkurs anmelden mussten – allein in Andalusien bis zur Mitte des Jahres 2021 etwa 20 Prozent. Obwohl es bis zu 5.000 Euro kostet, einen toro bravo aufzuziehen, mussten Züchter wegen der ausbleibenden Nachfrage ihre Tiere teilweise für weniger als 500 Euro pro Stück an Schlachtereien verkaufen. Von dieser Krise der Stierzüchter waren 2021 in Andalusien zugleich etwa 54.000 Arbeitsplätze betroffen.

### Die Stierkämpfer

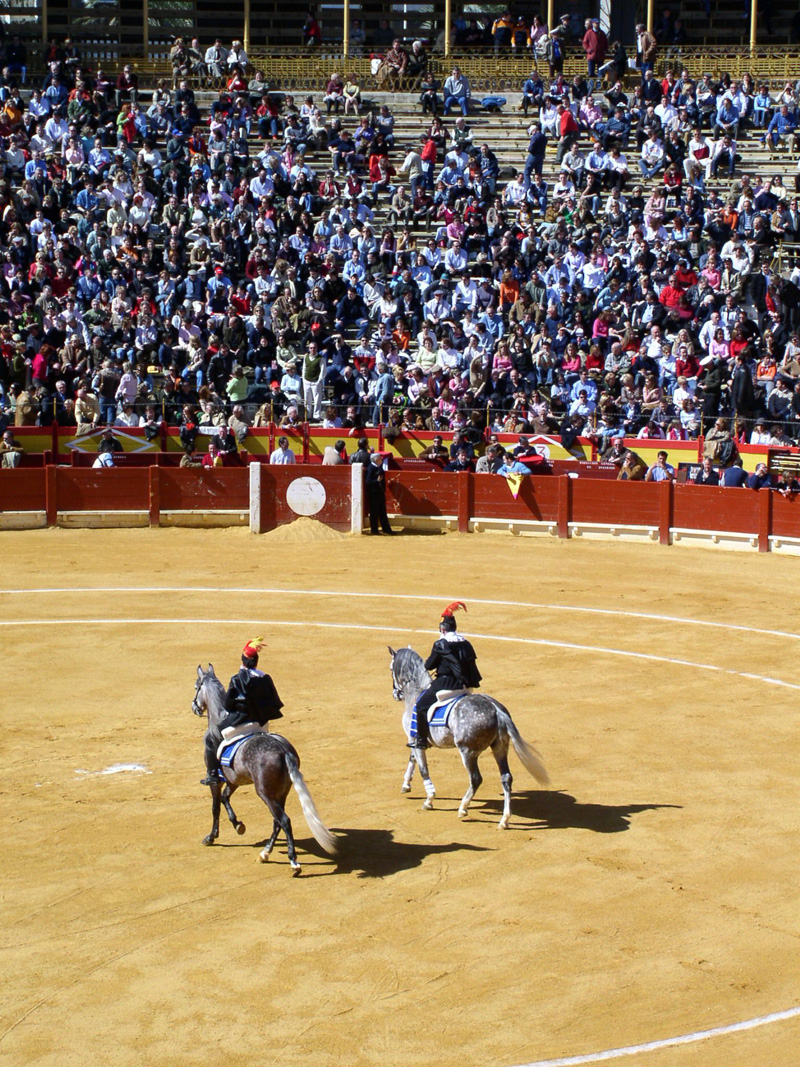
Alguacilillos in der Arena von Alicante

Torero ist ein Oberbegriff für alle Teilnehmer einer Corrida, also matador bzw. novillero, banderilleros sowie picadores.
Im 18. und 19. Jahrhundert war wirtschaftliche Not häufig der Grund, warum sich junge Männer in der Arena dem Stier stellten. Sie entstammten häufig der Landbevölkerung oder gehörten der Minderheit der Gitanos an. Toreros der höchsten Kategorie, die heute in den großen Arenen auftreten, erhalten eine Gage von rund 50.000 bis 100.000 Euro und genießen zum Teil großes gesellschaftliches Ansehen. Einzelne Toreros erhalten bis zu 180.000 Euro für ihren Auftritt. Die Auftritte der Stierkämpfer werden von fachkundigen Journalisten, den Stierkampfkritikern, eingehend beschrieben und kommentiert; Stierkampfkritiken sind feste Bestandteile des Kulturteils spanischer Zeitungen. Seit 1968 (in Spanien seit 1979) sind auch einige weibliche Matadore in Erscheinung getreten. Eine der bekanntesten von ihnen ist Cristina Sánchez (aktiv 1993–1999).
Pro Jahr werden in der Madrider Escuela de Tauromaquia etwa hundert Schüler für eine vierjährige Ausbildung zum Torero aufgenommen. In Spanien gilt ein Lebensalter von 16 Jahren als Minimum. Mexikanische Kämpfer können erheblich jünger sein.

### Stierkampfarenen
In Spanien werden die Stierkampfarenen (plazas de toros) in drei Kategorien eingeteilt. Für jede Kategorie müssen bestimmte Voraussetzungen gegeben sein. Zur ersten Kategorie zählen folgende neun Arenen: Las Ventas in Madrid, Real Maestranza in Sevilla, Vista Alegre in Bilbao, die Plaza de Toros de Valencia, La Misericordia in Saragossa, die Plaza de Toros de Pamplona, La Malagueta in Málaga, Los Califas in Córdoba und Illumbe in San Sebastián.

#### Kampfplatz

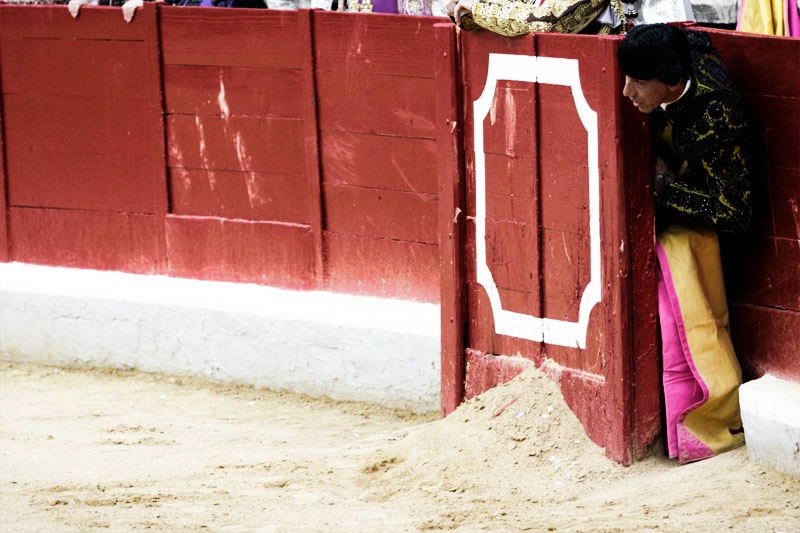
Stierkämpfer hinter dem burladero

Der Kampfplatz (ruedo), dessen Boden mit Sand bedeckt ist, ist rund und muss nach dem Reglement einen Durchmesser zwischen 45 und 60 Metern aufweisen. Er ist von der barrera umgeben, einer 1,60 Meter hohen Abgrenzung aus Holzbrettern. Diese hat mehrere Tore, meistens sind es vier: das Haupttor (puerta grande), die puerta de toriles (durch die die Stiere das Rund betreten), die puerta de arrastre (durch die die toten Stiere herausgezogen werden) und die puerta de caballos (durch die die picadores in die Arena einreiten). Außerdem hat die barrera meist vier offene Durchgänge, die jeweils durch eine davorstehende Bretterwand (burladero) geschützt werden, hinter die sich die Stierkämpfer vor dem Stier flüchten können. Um auf der Flucht vor dem Stier die barrera notfalls überspringen zu können, verfügt diese auf 40 cm Höhe über einen Fußbalken.
Zwischen der barrera und den Zuschauerrängen liegt ein schmaler Gang (callejón), in dem sich während der corrida die gerade nicht aktiv beteiligten Stierkämpfer und andere Personen (z. B. die Manager der Toreros, Reporter etc.) aufhalten.

### Ablauf der „Corrida de toros“
Der Ablauf einer spanischen corrida ist – wie auch andere Aspekte von Stierkampfveranstaltungen und des Stierkampfwesens im Allgemeinen – im Reglamento de Espectáculos Taurinos, einer Rechtsnorm im Range eines Real Decreto, geregelt.
Meist treten bei einer corrida drei Matadore (= „Töter“) und sechs Stiere auf. Ein Kampf dauert etwa 20 Minuten.
Zu Beginn der Veranstaltung ziehen die Beteiligten in die Arena ein und präsentieren sich dem Publikum. Es sind diese: der matador (Stiertöter), die picadores (Lanzenreiter, wörtlich „Hauer, Stecher“) und die banderilleros (von banderilla, „geschmückte Stechlanze“). Diese erste Phase nennt man den paseillo. Zu jedem matador gehören zwei picadores und drei banderilleros, die zusammen mit dem matador dessen cuadrilla bilden.
Zwei Reiter, die alguacilillos, erbitten symbolisch den Schlüssel zur puerta de toriles, dem Tor der Kampfstiere, vom Präsidium. Dieses, dessen Präsident die Autorität erhalten hat, Stierkämpfe durchführen zu lassen, wacht über den Kampf. Gemäß den Reglements sollte dies der Präsident, alcalde (Bürgermeister) oder der Polizeichef der Stadt sein; jedoch ist diese Position unbeliebt, sodass häufig ein anderer Beamter das Amt übernimmt.
Der Präsident stellt die höchste Autorität in der Arena dar und entscheidet über Ablauf, Wertung und eventuelle Strafen. Als Berater stehen dem Präsidenten ein Veterinär und ein „technischer Berater“ (asesor técnico en materia artístico-taurina), bei dem es sich um einen ehemaligen Stierkämpfer oder eine anderswie besonders mit dem Stierkampf vertraute Person handeln muss, zur Seite.
Zeigen sich in der Arena bei einem Stier offensichtliche Gebrechen oder legt er ein Verhalten an den Tag, das den normalen Ablauf der corrida unmöglich macht, ordnet der Präsident an, ihn in die Stallungen (corrales) zurückzubringen. Dies geschieht dadurch, dass eine Herde Ochsen in die Arena getrieben wird, mit denen der Stier in der Regel von sich aus in die Stallungen zurückkehrt. In diesem Fall wird der Stier durch einen Ersatzstier, den sobrero, ersetzt. Kann der Stier nicht in die Stallung zurückkehren (z. B. weil er sich schwer verletzt hat), wird er in der Arena durch einen Dolchstoß ins Genick getötet. In diesem Fall wird kein sobrero eingesetzt.
Der eigentliche Kampf besteht aus drei Teilen, den tercios (Dritteln), die durch Hornsignale voneinander getrennt werden.

#### Erster Teil
Das erste Drittel (tercio de varas) beginnt damit, dass der Stier die Arena betritt. Meist läuft er im leeren Rund etwas umher, bevor der Matador die Arena betritt. Manchmal empfängt der Matador jedoch sofort den in die Arena laufenden Stier kniend mit der capote (einem großen, meist außen purpurroten und innen gelben Tuch) und nutzt diese, um den angreifenden Stier an sich vorbeizulenken (porta gayola).
Im weiteren Verlauf verwendet der Matador die capote, um den Stier zu zitieren, aufzunehmen und seinen Ansturm zu mäßigen. Dabei ist es seine Hauptaufgabe, den Stier zu „lesen“, also die individuelle Verhaltensweise des Stieres in Bezug auf Angriffs- und Bewegungsablauf zu studieren und entsprechend sein eigenes Vorgehen für den dritten Teil des Kampfes festzulegen. Bereits in diesem frühen Stadium offenbaren sich die Fähigkeiten (capacidades) des Stieres und die Möglichkeiten (posibilidades) des eigentlichen Kampfes zwischen Stier und Matador im letzten Drittel der Begegnung. Nach einigen capotazos (Angriffen des Stiers auf den capote) ertönt ein Hornsignal, mit dem das Einreiten von zwei Lanzenreitern (den picadores) angekündigt wird.
Nun locken banderilleros den Stier mit der capote vor einen burladero und halten ihn mit Bewegungen des Tuches dort, damit die picadores ungefährdet einreiten können. Wenn die picadores die vorgesehenen Plätze eingenommen haben, wird der Stier durch weitere Manöver mit der capote so positioniert, dass er voraussichtlich das Pferd des an der Reihe befindlichen Reiters angreifen wird.
Die Aufgabe der picadores ist es, den Stier mit einem Lanzenstoß (puyazo) im Nackenbereich zu verwunden. Seit 1928 sind die Pferde durch eine peto genannte Polsterung geschützt. Je nach Stierkampf kann auch nur ein Picador eingesetzt werden. Die Distanz zwischen Stier und picador vor dem Angriff ist durch zwei konzentrische Kreidekreise markiert, die in einem Abstand von zwei Metern in den Sand gezeichnet sind. Im ersten Drittel geht es darum, die Tapferkeit und Angriffslust des Stieres zu zeigen, der mehrmals angreifen soll, obwohl er dabei bestraft wird. Die verwundete Nacken- und Schultermuskulatur zwingt den Stier zum Absenken des Kopfes, was die spätere Tötung durch den Matador mit dem Degen erst ermöglicht. Das Publikum begleitet die Arbeit der picadores häufig mit Pfiffen und Buh-Rufen, wenn einem als wenig oder mittelmäßig befähigt beurteilten Stier allzu sehr zugesetzt wird. Während der Verwundung des Nackens dürfen die picadores dem Stier den Ausweg zur Mitte der Arena nicht versperren, sonst droht eine Strafe durch den Präsidenten.
Lässt der Stier nicht von sich aus vom Pferd ab, wird er von einem Stierkämpfer mit weiteren Manövern mit der capote weggelockt (quites) und für einen neuen Angriff auf das Pferd in Position gebracht.
Die Entscheidung über das Ende des tercios und den Wechsel ins nächste liegt beim Präsidenten. In der Regel erfolgt der Wechsel in großen Arenen der ersten Kategorie, nachdem der Stier von zwei puyazos verwundet wurde.

#### Zweiter Teil

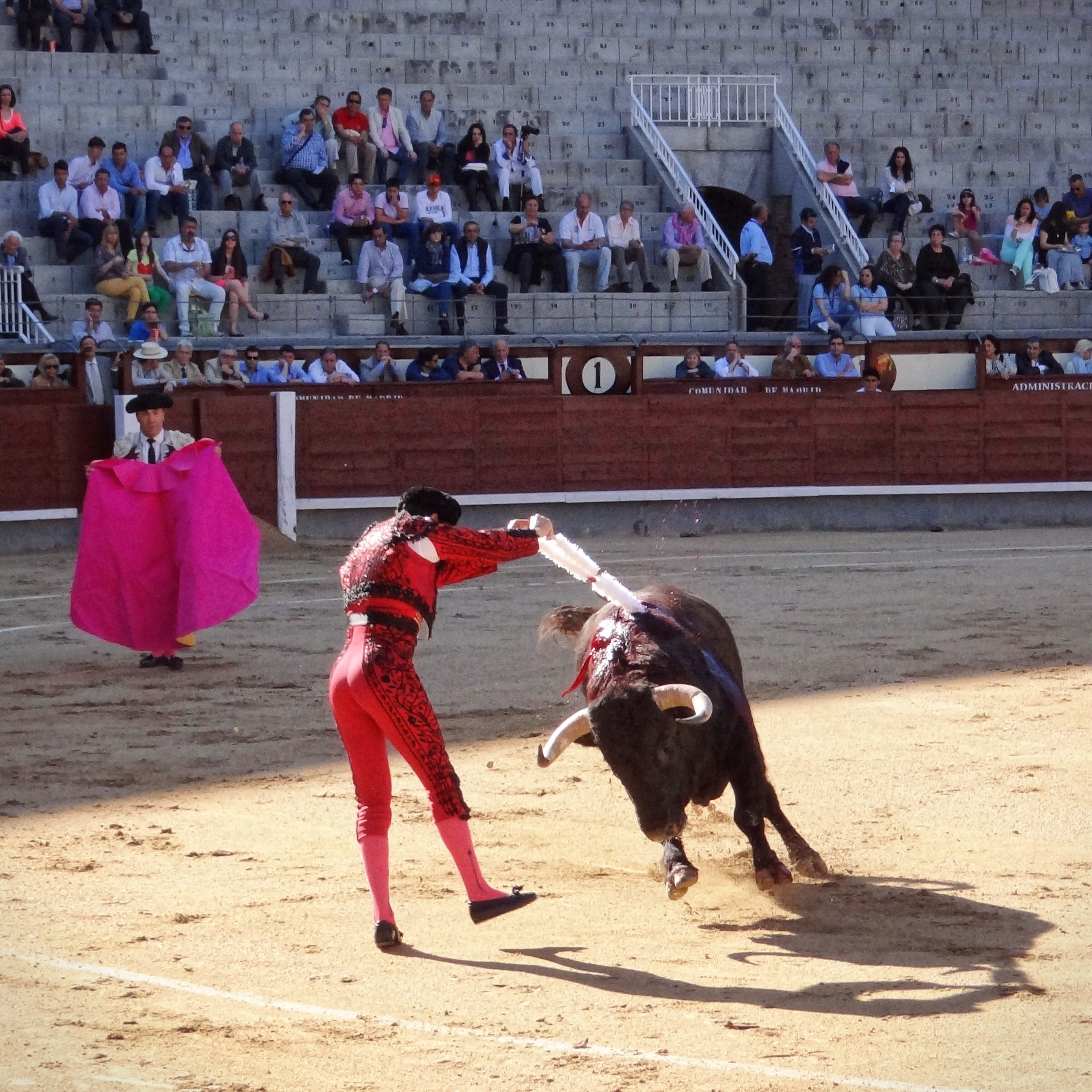
Setzen der banderillas

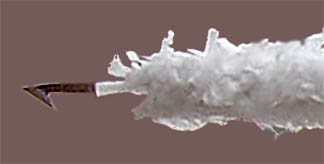
Damit die Banderillas nicht wieder aus dem Stier rutschen, sind die Spieße mit Widerhaken versehen

Im zweiten Teil treten die sogenannten banderilleros auf, deren Aufgabe es ist, dem Stier jeweils ein Paar lange, mit bunten Bändern versehene Spieße (banderillas) so in den Rücken zu stechen, dass sie hängen bleiben. Zu diesem Zweck sind die banderillas mit Widerhaken versehen. Entscheidend für den Erfolg oder Misserfolg der banderilleros ist die colocación (Platzierung) der Spieße. Ziel ist es, die Muskeln zwischen den Schulterblättern des Stieres zu verletzen und zu schwächen, ohne jedoch den späteren Zugang für den finalen tödlichen Stoß des Matadors zu versperren.
Hierzu ziehen die Banderilleros die Aufmerksamkeit des Stieres durch Zurufe und Bewegungen auf sich. Dies ist die einzige Situation, in welcher der Stier in seinem Angriffsverhalten auf das Erscheinungsbild eines Menschen gelenkt wird. Bei der Aufzucht des Stieres wird darauf geachtet, dass eine solche Situation in keinem Fall eintritt.
Der Angriff des Stieres wird vom banderillero genutzt, indem er im richtigen Moment seinen nach hinten gespanntem Körper vorschnellen lässt und die in den erhobenen Händen gehaltenen banderillas in den Nacken des Stieres stößt. Dann flieht er aus der Angriffsrichtung des Stieres und versteckt sich hinter der hölzernen Barriere der Arena, um eine erneute Attacke des Stieres zu verhindern.
Die drei banderilleros der cuadrilla unternehmen immer nur einen Versuch, danach wechseln sie sich ab, bis es ihnen gelungen ist, den Stier mit vier banderillas zu verletzen.
Wenn der Stier im ersten tercio das Pferd nicht angreift und ihm deshalb keine puyazos versetzt werden konnten, ordnet der Präsident an, dass ihm im tercio de banderillas zunächst ein Paar banderillas negras (schwarze Banderillas) oder banderillas de castigo (Strafbanderillas) gesetzt werden. Diese Banderillas haben acht Zentimeter lange Widerhaken und werden tief in den Stier gestochen.

#### Dritter Teil („Faena“)
Im dritten und wichtigsten Teil des Stierkampfes, der faena, steht nur noch der matador, ausgerüstet mit einem Degen und mit einem dunkelroten Tuch, der muleta, dem Stier gegenüber. Ursprünglich war die im Verhältnis zur capa kleinere und mit einer Hand zu führende muleta weiß. Da das Blut des Stieres die muleta  verfärbte, wurde ihre Farbe angepasst. Entgegen einem populären Irrtum reagieren die Stiere nicht aggressiv auf die Farbe Rot, sondern auf die schnellen Bewegungen, die mit dem Tuch vollführt werden. Die Augen der Stiere, wie die aller Rinder, haben keine Zapfen für rotes Licht und sind dementsprechend rotblind.
Häufig beginnt dieses tercio damit, dass der matador den bevorstehenden Tod des Stiers jemandem widmet (brindis). Dies ist in der Regel eine in der Arena anwesende Person. Er tritt dann an die Umgrenzung des Kampfplatzes, spricht ein paar Worte und wirft seinen Hut, die montera, der betreffenden Person zu. Häufig wird der Stier auch der Zuschauerschaft insgesamt gewidmet (brindis al público). Hierzu tritt der matador in die Mitte der Arena, nimmt die montera ab, hält diese in der Hand des ausgestreckten rechten Arms und dreht sich einmal um die eigene Achse. Dann lässt er die montera auf den Boden der Arena fallen. Heute ist es anders als zu früheren Zeiten nicht mehr üblich, dass sich die Zuschauer während des brindis al público von ihren Sitzplätzen erheben. Eine weitere Form des brindis ist die Widmung an einen Verstorbenen (brindis al cielo). Während des brindis ist es (wie beim Einreiten der picadores) die Aufgabe der banderilleros den Stier vor einem der burladeros zu halten.

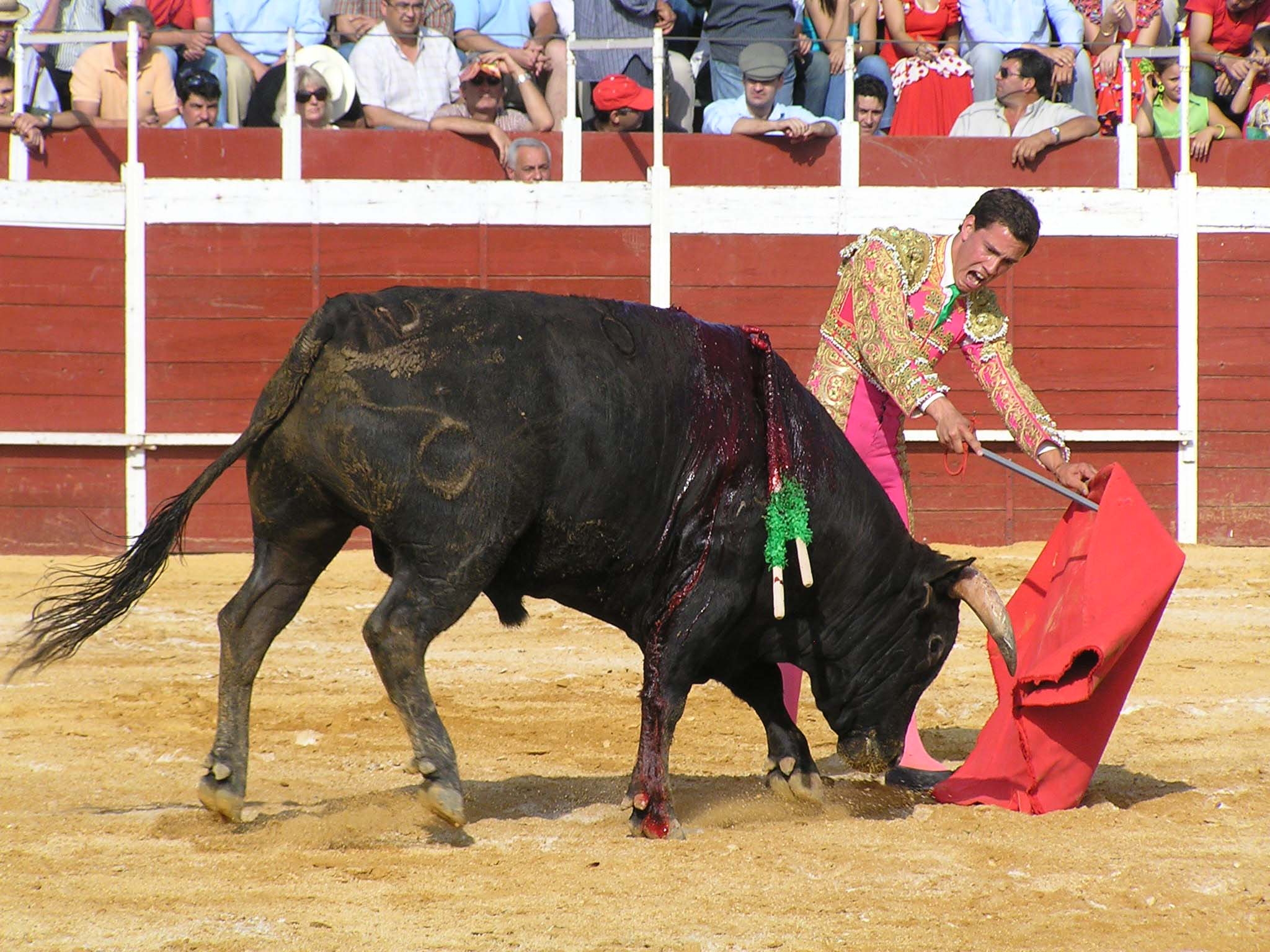
Muletazo

Ziel des matador ist es, den Stier und seine individuellen Eigenschaften zu nutzen, um den eigenen Mut, Respekt, aber auch seine eigene Überlegenheit zu beweisen. Bringt der schwer verletzte Stier den matador tatsächlich in eine gefährliche Situation, so eilen Helfer herbei, um den Stier abzulenken.
Der Matador reizt den Stier mit der muleta zu einem Angriff, wobei er selbst dem Stier ausweicht. Hierbei werden vom matador tradierte Figuren und Bewegungsabläufe ausgeführt. Von Anhängern des Stierkampfes wird dieser Teil des Kampfes mit einem menschlichen Tanz verglichen, wozu auch die häufig in dieser Phase gespielte Musik, der Paso Doble, beiträgt. Die Bewegungsabläufe und Figuren sind in der Tradition des Stierkampfes festgelegt. Ziel ist es, mehrere Angriffe des verletzten Stiers auf das Tuch zu provozieren. Der matador führt diese Phase solange fort, bis entweder die Kondition des Stiers erschöpft ist, oder nach zehn Minuten ein Hornsignal ertönt (primer aviso), das den Stierkämpfer daran erinnert, dass der Stier zur Strecke zu bringen ist.
Es folgt die Tötung des Stiers. Steht der erschöpfte Stier mit den Vorderhufen in paralleler Stellung, wird er erneut mit der muleta abgelenkt. Dabei senkt der matador die muleta ab, damit der Stier mit tief gesenktem Kopf angreift. Ziel ist es, den bis zu 88 Zentimeter langen Degen von oben möglichst bis zum Heft zwischen die entblößten Schulterblätter des Stiers zu stoßen und das Herz oder die Aorta zu verletzen.
Dieses Manöver wird solange wiederholt, bis der Degen tief genug eingedrungen ist. Steckt der Degen vollständig im Stier, reizen die banderilleros mit ihren capotes den Stier zu schnellen Hin- und Her-Bewegungen des Kopfes, um ihn zusätzlich zu erschöpfen und dafür zu sorgen, dass der im Stier steckende Degen weiteren Schaden anrichtet. Schließlich fällt der Degen dadurch auf den Boden oder wird wieder herausgezogen. Der matador und seine banderilleros warten dann, bis der Stier aufgrund des Blutverlustes so geschwächt ist, dass er zu Boden sinkt. Dann tritt ein banderillero an ihn heran und erlöst das Tier mit einem Dolchstoß ins Genick von seinen Qualen.
Hält sich der Stier nach der estocada noch länger auf den Beinen und ist nicht abzusehen, dass er zusammensinkt, erfolgt dieser Todesstoß durch den matador. Er tritt vor das Tier und versucht ihm einen speziellen Degen (estoque de descabellar) ins Genick zu stechen. Nicht selten gelingt dies nicht beim ersten Versuch, sondern es sind mehrere Stiche nötig, was vom Publikum regelmäßig mit Pfiffen und Buh-Rufen bedacht wird.
Drei Minuten nach dem primer aviso ertönt als Ermahnung ein weiteres Hornsignal (segundo aviso), wenn der Stier immer noch nicht tot ist. Höchst selten kommt es zwei Minuten später zum dritten Signal (tercer aviso). In diesem Moment hat der matador mit seinen banderilleros die Arena zu verlassen. Je nach Zustand des Stiers wird dieser in die Stallungen zurückgebracht oder in der Arena getötet.

#### Ehrungen für Stier und „Matador“

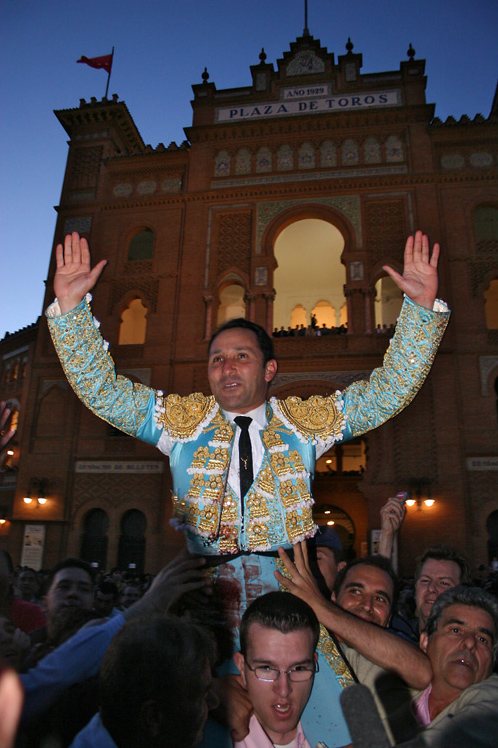
Salida a hombros

Eventuelle Ehrungen für Stier und matador hängen maßgeblich von der Reaktion des Publikums ab. Insgesamt sind sechs Verhaltensweisen des Publikums von Bedeutung: Am deutlichsten wird Missfallen mit Pfiffen (pitos) ausgedrückt, gefolgt von Murren und Stille (silencio). Zustimmung wird mit leichtem Klatschen (palmas), Ovationen (ovaciones) und schließlich Ovationen im Stehen (ovaciones de pie) zum Ausdruck gebracht. Der Wunsch nach Ehrungen für Stier oder matador wird durch das Schwenken von Tüchern zum Ausdruck gebracht.
Sehr selten kommt es zur Begnadigung des Stiers (indulto). Dies geschieht nach dem Reglement, wenn er von seiner Erscheinung und seines Verhaltens während des gesamten Kampfs gezeigt hat, dass er als Zuchtstier zur Verbesserung der Rasse beitragen kann. Voraussetzung dafür, dass der Präsident eine Begnadigung anordnet, ist, dass es mehrheitlich vom Publikum und vom matador erbeten wird und dass der Züchter zustimmt. Im Fall der Begnadigung wird der finale Degenstoß dadurch simuliert, dass der matador dem Stier noch eine banderilla setzt.
Eine weitere Form der Ehrung des Stiers ist die Ehrenrunde durch die Arena (vuelta al ruedo), wenn das Publikum dies mehrheitlich verlangt. In diesem Fall wird der hinter Pferde gespannte tote Stier nicht sofort hinausgeschleift, sondern erst nach einer Runde durch die Arena.
Ehrungen für den matador sind der Gruß ans Publikum (saludo), die Ehrenrunde und die Überreichung von einem oder beiden abgeschnittenen Ohren des toten Stiers. Darüber, ob er das Publikum aus der Arena grüßt oder eine Ehrenrunde dreht, entscheidet der matador je nach Beifall des Publikums selbst. Ein Ohr (oreja) erhält er, wenn dies vom Publikum (durch das Schwenken von Tüchern) mehrheitlich verlangt und vom Präsidenten signalisiert wird. Ob der matador sogar beide Ohren erhält, entscheidet der Präsident unter Beachtung des Wunsches des Publikums. Bei ganz außergewöhnlichen Leistungen kann er ihm außerdem den Schwanz (rabo) des Stiers zugestehen.
Hat ein matador während einer corrida mindestens zwei Stierohren erhalten, wird er zum Abschluss der Veranstaltung auf den Schultern seiner banderilleros durch das geöffnete Haupttor aus der Arena herausgetragen (salida a hombros, salida por la puerta grande oder einfach puerta grande). Die puerta grande in der Arena Las Ventas (Madrid) gilt als das Größte, was ein Stierkämpfer in seiner Karriere erreichen kann.

### Stierkampf zu Pferd

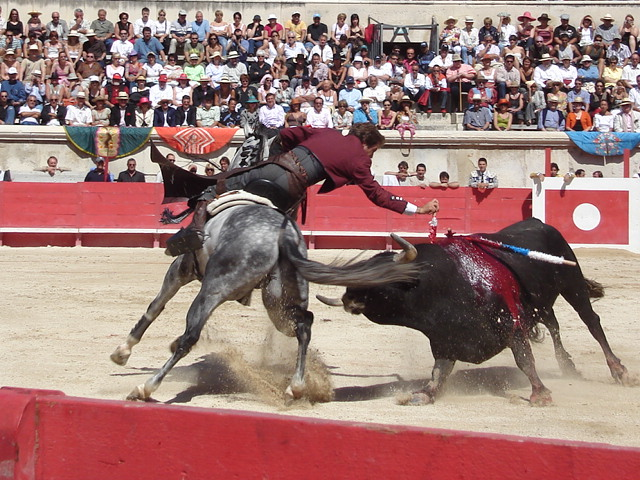
Rejoneador beim Setzen einer banderilla im zweiten tercio

Bei der corrida de rejones oder kurz rejoneo handelt es sich um eine corrida, die komplett zu Pferd ausgetragen wird. Der Name leitet sich ab vom rejón, einer Lanze mit Stahlspitze, mit der der rejoneador (= Gegenstück zum matador) den Stier tötet. Der Ablauf entspricht in etwa dem einer regulären corrida und ist auch in drei Drittel (tercios) eingeteilt. Allerdings werden alle tercios von einem einzigen rejoneador absolviert, der lediglich die Pferde wechselt. Im ersten Drittel werden dem Stier längere rejones gesetzt, im zweiten Drittel kürzere banderillas und im letzten Drittel soll er durch einen Lanzenstoß zwischen die Schulterblätter getötet werden.
Die Stierhörner sind beim rejoneo abgeschliffen, um Verletzungen der Pferde zu vermeiden, die sehr beweglich sein müssen und deshalb anders als die der picadores bei der regulären Corrida nicht durch eine Polsterung geschützt werden können.

### Musikalische Begleitung
Die Stierkampfmusik, meist ein Pasodoble taurino oder torero ertönt bei folgenden Gelegenheiten:
- beim Einmarsch der toreros,
- wenn der matador die banderillas im zweiten Drittel selbst platziert,
- wenn die faena im letzten Drittel das Publikum begeistert. Die Musik soll hier den matador animieren,
- wenn der matador eine Ehrenrunde abgeht,
- wenn die corrida zu Ende ist.

Die Gepflogenheiten sind von Arena zu Arena unterschiedlich. So wird in der Arena Las Ventas in Madrid während des letzten Drittels keine Musik gespielt.

## Stierkampf in Frankreich („Courses de taureaux“ = Stierrennen)

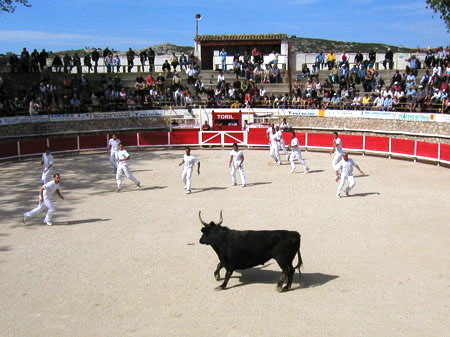
Die Razeteurs bringen den Stier in Position.

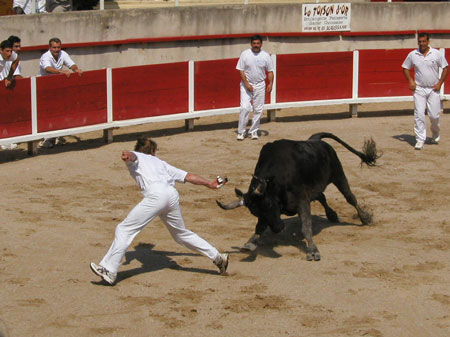
Der Razeteur versucht dem Stier die Cocarde zu entreißen

In Südfrankreich gibt es ebenfalls Stierkämpfe nach spanischen Regeln. In über 60 südfranzösischen Städten finden Stierkämpfe statt, bei denen die Stiere getötet werden. Das französische Tierschutzgesetz verbietet zwar die Quälerei von Tieren, lässt aber die courses de taureaux als Ausnahme zu.
Außerdem werden in Südfrankreich Stierrennen (courses de taureaux) veranstaltet, bei denen der Stier oder die Kuh nicht getötet werden und bei denen es unblutig zugeht. In der Provence und im Languedoc sind die Courses Camarguaises (Synonyme: Course à la cocarde, Course libre) und in der Gegend um Bordeaux (Landes und Gers) die Course Landaise beliebt.
Hochburg der provenzalischen und camarguischen Stierrennen sind Nîmes, Béziers oder Céret, wo ein- bis zweimal im Jahr eine Woche lang Stierfeste stattfinden, zum Beispiel zur Weinlese. Die Courses à la Cocarde sind ein traditionsreiches Schauspiel, das strengen Regeln unterworfen ist, bei dem der Begriff „Stierkampf“ etwas irreführend wäre – es ist eher ein „Messen“ mit dem Stier, ein Überlisten, Austricksen, bei dem viel Geschick und Einfühlungsvermögen nötig sind, um zum Erfolg, den an den Hörnern befestigten Trophäen zu kommen, Kokarden oder Quasten (cocarde), die zuvor mit Fäden oder Schnüren zwischen den Hörnern befestigt wurden. Die weißgekleideten razeteurs versuchen, dem Stier die Kokarde mit einem stumpfen Haken, dem sogenannten crochet, zu entreißen.
Ein Stierrennen dauert insgesamt etwa zwei Stunden. Je Stier haben die Raseteurs 15 Minuten Zeit, die Kokarden und Quasten zu entreißen (die Cocarde, die Glans an den beiden Hörnern, das Frontal und die Ficelles, also die eng um beide Hörner gewickelten Schnüre). Während des Kampfs befinden sich in der Arena ein Stier, fünf bis elf Raseteurs und die Tourneurs, deren Aufgabe es ist, den Stier für die Raseteurs in die beste Position zu bringen. Für jede Kokarde und jede Quaste, die der Raseteur dem Stier abjagen kann, erhält er einen Geldpreis, der im Verlauf des Kampfes von einigen Hundert auf tausende Euro erhöht werden kann. Die kampfeslustigen Stiere, Barradiers genannt, verfolgen die Raseteurs oft bis an den Rand der Arena, wo sich die jungen Männer nur noch mit einem Sprung über die Bretterwand retten können. Gefürchtet sind Stiere, die kurzerhand hinterher springen. Gelingt es dem Stier, seine Trophäen zu verteidigen, verlässt er nach 15 Minuten als Sieger die Arena, und der nächste Stier ist an der Reihe. Hat sich der Stier wacker geschlagen, wird er wie ein Held gefeiert und für den nächsten Einsatz hoch gehandelt, denn die Stiere werden pro Kampfeinsatz bezahlt, und je berühmter der Stier, desto höher sein Preis. Wie hoch die Stiere geachtet werden, zeigen die Plakate, auf denen die Namen der Stiere immer wesentlich größer als die der Raseteurs gedruckt sind. Manche der Stiere haben in ihrem Leben bis zu hundert Auftritte, und je länger der Stier „dabei“ ist, umso schwieriger wird es, gegen ihn anzutreten. Er lernt mit jedem Mal dazu und wird für die Raseteurs ein immer schwierigerer Gegner.
Selten verlässt ein Kampfstier nicht freiwillig die Arena, in diesem Falle werden speziell abgerichtete Stiere (Simbeu), manchmal auch einfach Kühe eingesetzt, die den hartnäckigen Kämpfer zum Ausgang bewegen, denn auch beim wildesten Stier setzt sich der Herdentrieb durch, und er läuft hinter den Artgenossen her. Nach dem Ende des Spiels folgt La Bandido – die Stiere werden wieder auf ihre Weiden zurückgebracht. Die Stiere der Camargue-Rasse werden für diese Rennen gezüchtet, sie sind schwarz, roh, widerstandsfähig, genügsam, kräftig, durchschnittlich groß und wendig und flink in ihren Bewegungen auf ihren dünnen Beinen. Die Hörner sind lang und in der Regel lyraförmig. Wesentlich athletischer sind die „Course Landaise“.

## Stierkampf in Portugal („Corrida de touros“, nordport. „Corrida de toiros“)

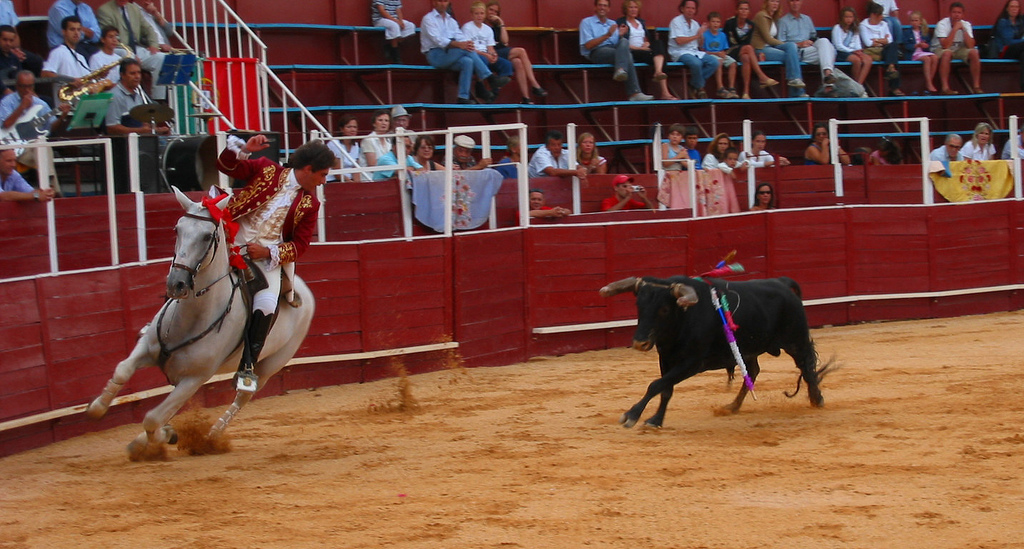
Der Cavaleiro

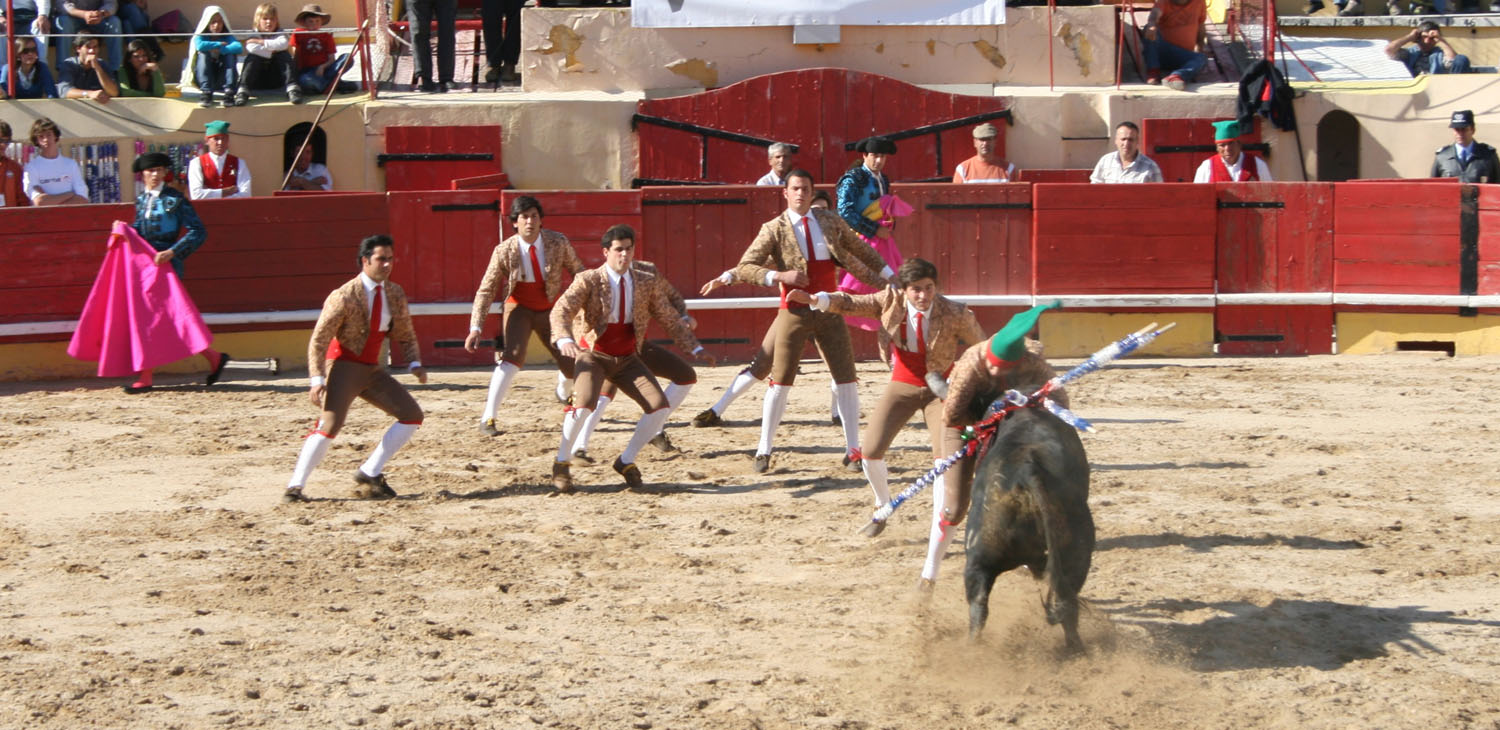
Die Pega

Der portugiesische Stil des Stierkampfs (Tourada), bei dem der Stier, seitdem ein Adliger im 18. Jahrhundert dabei zu Tode gekommen ist, nicht mehr zu Tode gebracht wird, unterscheidet sich in vielerlei Hinsicht vom spanischen oder französischen Stierkampf.
Der erste Teil eines portugiesischen Stierkampfes wird der Cavaleiro genannt. Dabei werden von einem Reiter (toureiro) vom Pferd (vor allem dem kleinen Lusitano) aus dem Stier Pfeile mit Widerhaken (bandarilhas) im Schulterbereich gesetzt. Diese Reiter stammten früher vorzugsweise aus adligen Familien.
Im zweiten Teil, der Pega, tritt eine Gruppe von acht Männern, die Forcados, ohne Waffe oder Verteidigungsmittel direkt gegen den Stier an. Diese Forcados sind Amateure. Sie stellen sich in einer Reihe hintereinander gegenüber dem Stier auf, und der vorderste Mann reizt den Stier mit Rufen und provozierenden Bewegungen. Er springt dann dem anstürmenden Stier auf den Kopf, genannt pega de cara oder pega de caras (im Gesicht fangen), um ihn sinngemäß bei den Hörnern zu packen. Genaugenommen hält er sich aber am Hals des Tieres fest. Sechs andere Mitglieder einer Gruppe packen den stürmenden Stier ebenfalls am Kopf und ein weiterer am Schwanz, um ihn zum Stehen zu bringen. Obwohl bei dieser Art des Stierkampfes die Hörner des Stieres oft abgeschliffen oder gepolstert werden, kommt es mitunter zu schweren Verletzungen der Forcados.
Der Stier wird nach dem Stierkampf je nach Verletzungsgrad entweder am Leben gelassen und zur Zucht benutzt oder von einem professionellen Fleischer außerhalb der Arena getötet und zerlegt.
Daneben wird in Portugal auch eine Form des Stierkampfs praktiziert, die dem spanischen mit seinen drei tercios entspricht. Einziger Unterschied ist, dass der Stier am Ende nicht mit einem Degenstoß getötet wird, sondern ihm final eine weitere bandarilha gesetzt wird und der Stier die Arena dann lebend verlässt. Dies entspricht also einem spanischen Stierkampf, bei dem der Stier am Ende „begnadigt“ wird (toro indulto, s. o.).
Eine der bekanntesten Stierkämpferinnen Portugals ist Sónia Matias. Sie ist die erste Frau, die in Portugal die Alternativa absolvierte.

## Stierkampf in Literatur, Kunst und Film

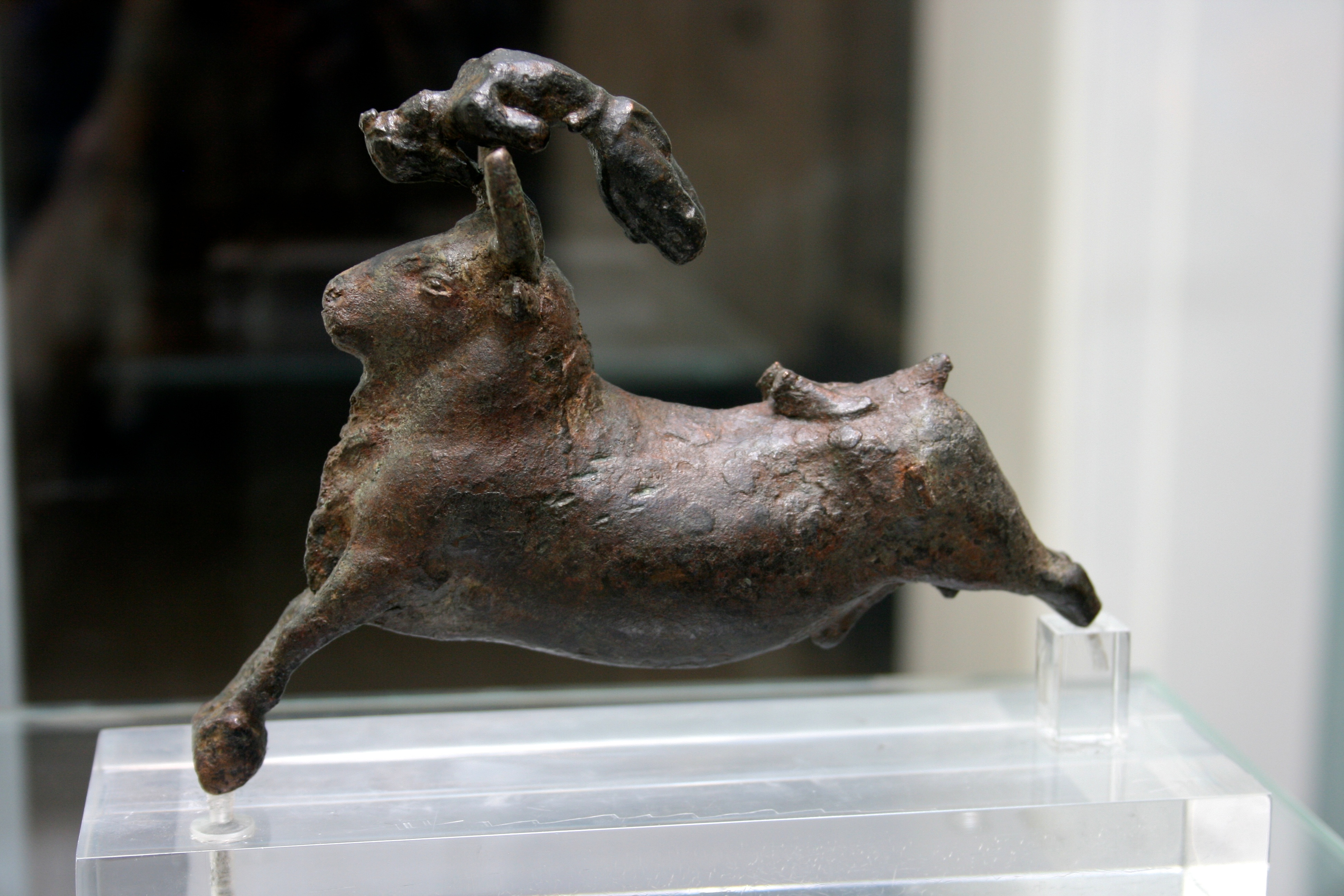
Minoischer Stierspringer, ca. 1700 bis 1450 v. Chr.

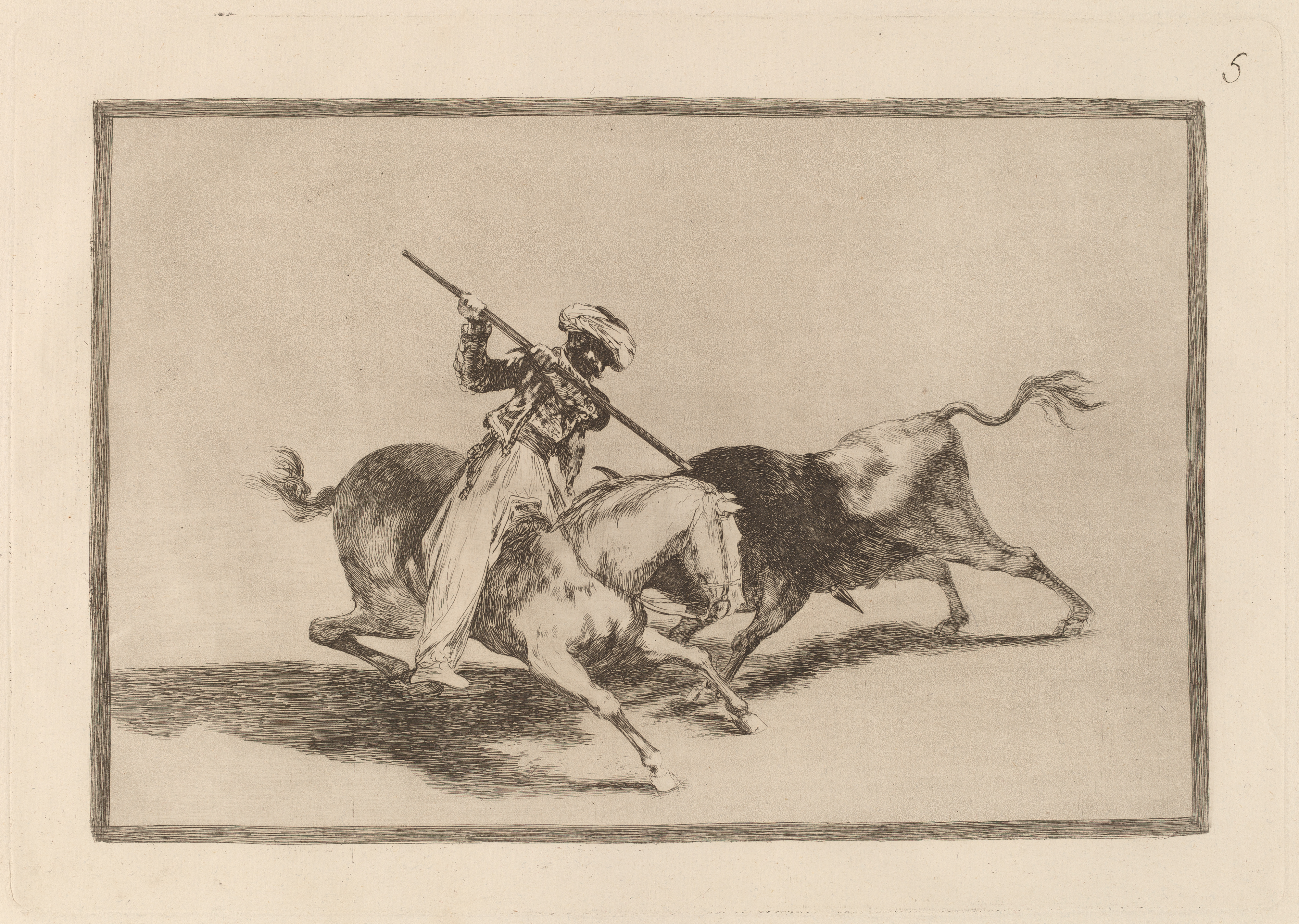
Aus Goyas Tauromaquia (1815–16)

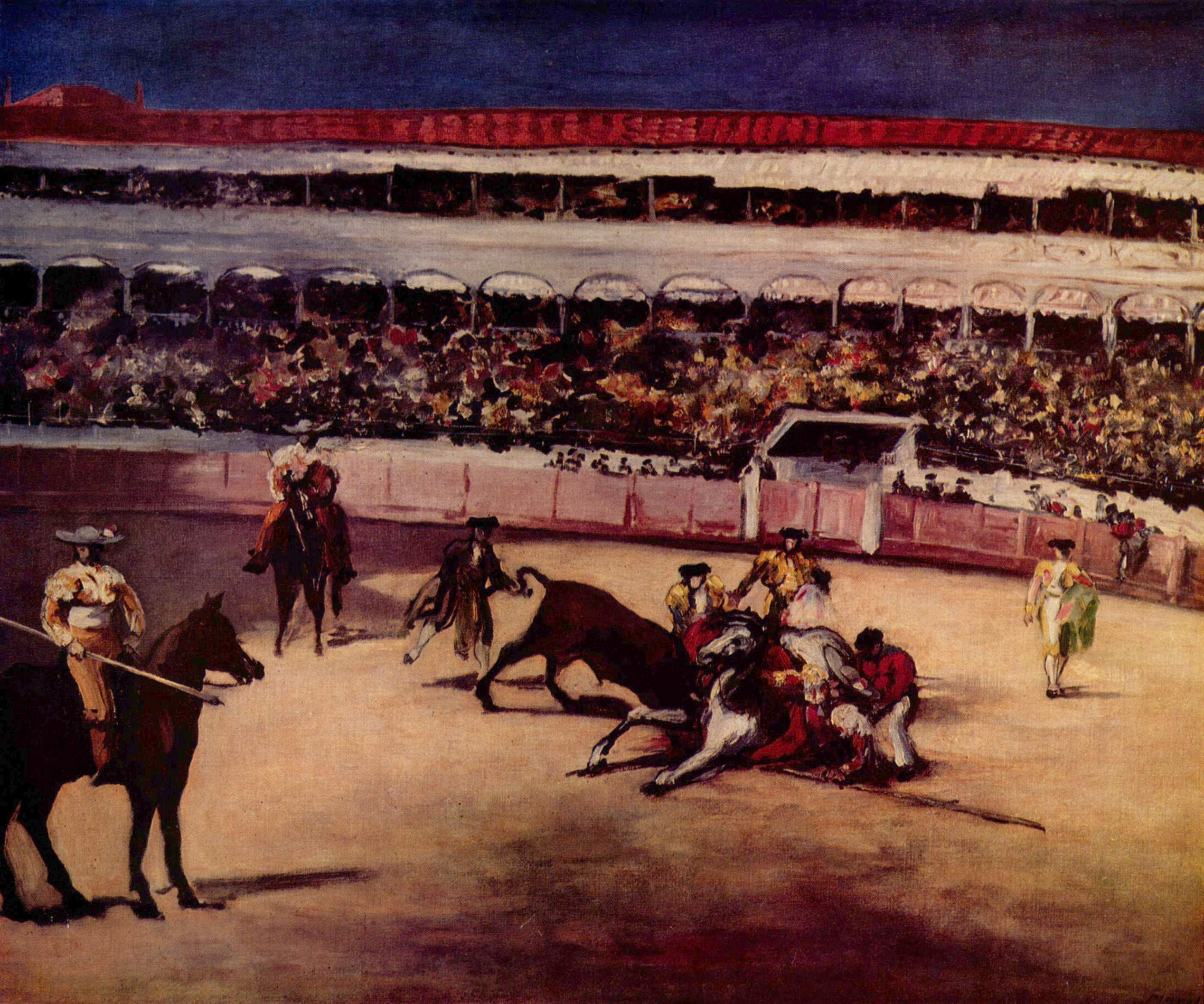
Stierkampf (Édouard Manet, ca. 1865–66)

Darstellungen von Konfrontationen zwischen Mensch und Stier sind sehr alt und lassen sich bis in die Steinzeit zurückführen. Zu den bekanntesten sehr alten Darstellungen gehören solche der Minoischen Kultur. Im Britischen Museum wird unter anderem die Bronzefigur eines minoischen Stierspringers ausgestellt, die aus der Zeit 1700 bis 1450 v. Chr. stammt und zeigt, wie ein Mensch über einen Stier springt. Arthur Evans, der als der Entdecker der minoischen Kultur gilt und in der ersten Hälfte des 20. Jahrhunderts die Ausgrabungen des minoischen Palastes von Knossos verantwortete, hielt diese Form der Auseinandersetzung zwischen Mensch und Stier für Teil eines religiösen Festes zu Ehren einer Muttergottheit. Spekuliert wird, dass der Stier im Rahmen dieses Festivals geopfert wird.
Zu den bekanntesten Beispielen neuzeitlichen Darstellung von Stierkämpfen zählen Francisco de Goyas Radierungen La Tauromaquia. Die Serie besteht aus insgesamt 33 Blättern. Sie stechen innerhalb des überwiegend misanthropen Werk Goyas durch ihre journalistische Neutralität hervor. Im Werk von Pablo Picasso spielt der Stierkampf als Sujet ebenfalls eine große Rolle. Er transportiert Dynamik und Emotionen, die aus unterschiedlichen Blickwinkeln beleuchtet werden. Stress, Triumph, Stolz, Leid und Niederlage sind eng gekoppelt.
In der 1847 erschienenen Novelle Carmen von Prosper Mérimée spielt ein Picador eine wichtige Rolle als Liebhaber der Titelfigur. In Bizets Oper Carmen, einer Vertonung dieser Novelle, trägt dieser Stierkämpfer den Namen Escamillo. Seine Auftrittsarie mit dem Refrain „Toréador, en garde! Toréador!“ (deutsch „Auf in den Kampf, Torero!“) gehört zu den bekanntesten Opernarien überhaupt. Carmen wird in der Oper von dessen Rivalen Don José ermordet, während im Hintergrund die Zuschauerreaktionen eines Stierkampfs zu hören sind.
Ernest Hemingway, der den Stierkampf als Auseinandersetzung von Leben und Tod sah, verarbeitete das Thema in seinen Romanen, Kurzgeschichten, Reportagen und Essays wie Fiesta, Tod am Nachmittag und Gefährlicher Sommer. Federico García Lorca setzte einem im Kampf getöteten Matador in seinem Gedicht Llanto por Ignacio Sanchez Mejías ein literarisches Denkmal. Pierre Imhasly setzt in seinem Buch Rhone Saga den Stierkampf als Leitmotiv ein, welches durch die ganze Dichtung geht. Ein bekanntes Kinderbuch zum Thema Stierkampf ist Munro Leafs 1936 erschienenes Ferdinand, der Stier. Es handelt von einem viel zu friedlichen spanischen Kampfstier.
Der 1956 gedrehte Spielfilm Roter Staub (The Brave One) von Irving Rapper, in dem ein mexikanischer Junge sich für das Leben seines von ihm aufgezogenen Stieres einsetzt, enthält in seinem Schlussteil eine lange Stierkampfszene im Plaza de Toros in Mexiko-Stadt, die mit einer „Begnadigung“ des Stieres endet. Die Story für den Film wurde unter Pseudonym von Dalton Trumbo verfasst.
Pedro Almodóvar verwendet in seinem Film Matador das Umfeld des Stierkampfes für eine Geschichte über Lust und Tod. In Hable con ella (Sprich mit ihr) reißt Almodóvar das Sujet erneut an. Madonna nutzt in ihren Musikvideos Take a Bow und You'll see die den Toreros zugeschriebene Erotik. Ihr Partner in den Videos ist der Stierkämpfer Emilio Muñoz.
Die deutsche Band Sodom beschreibt in ihrem Lied Exhibition Bout auf ihrem Album Agent Orange (1989) den Stierkampf als legalisierte Tierquälerei. (Textauszug: „Exhibition bouts under the star of law (...) Cruelty to animals, crime that won't get punished“, auf Deutsch: „Schaukämpfe unter dem Stern des Gesetzes (...) Tierquälerei – ein Verbrechen, das nicht bestraft wird“.)

## Kontroversen

### Kontroverse in Spanien

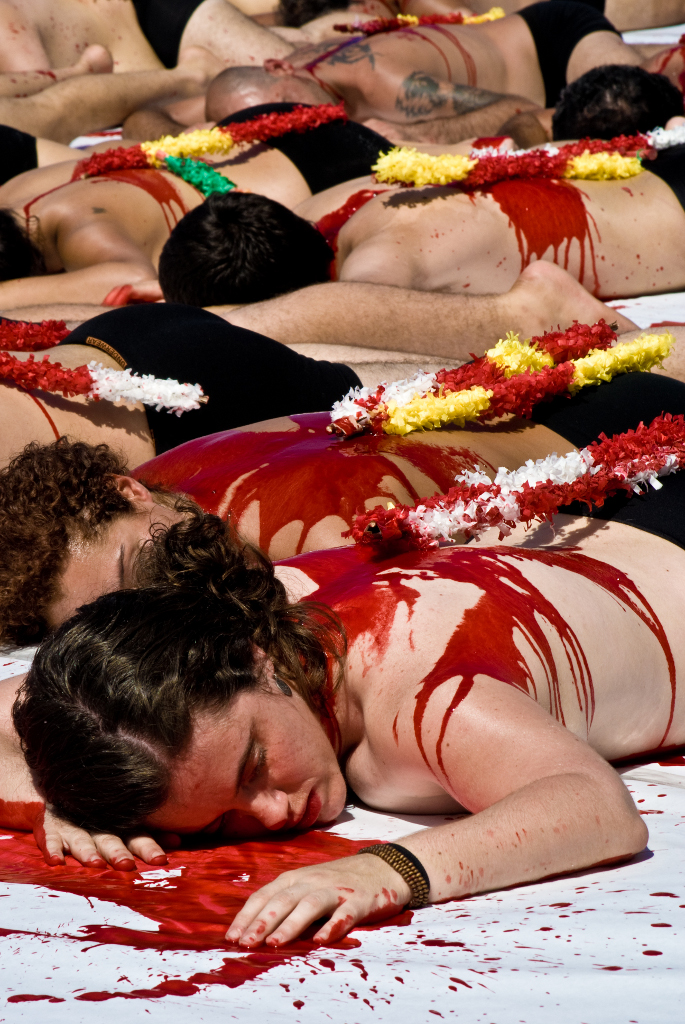
Protest gegen Stierkampf im spanischen Bilbao

Befürworter der Corrida de toros in Spanien weisen auf ihren Anteil an der kulturellen Identität Spaniens hin. Die Mehrheit der Spanier sei nicht bereit, auf diese Tradition zu verzichten. Gegner leiten aus einer Gallup-Umfrage von 2006 ab, nach der 72 % der Befragten kein Interesse am Stierkampf haben und das Interesse rückläufig ist, dass der Stierkampf aus kultureller Sicht nicht erhaltenswert sei. Eine Umfrage des Instituts Ipsos MORI für die Tierschutzorganisation World Animal Protection im Jahr 2015 erbrachte die Schätzung, dass 19 % der erwachsenen Spanier den Stierkampf stark unterstützen oder tendenziell unterstützen, während 57 % ihn tendenziell ablehnen oder stark ablehnen.
Im Januar 2011 wurde diskutiert, ob der staatliche spanische Fernsehsender Televisión Española (TVE) keine Stierkämpfe mehr im Vorabendprogramm übertragen solle, da viele Kinder um diese Zeit vor dem Fernseher säßen. In den Nachrichten und in Spartenprogrammen solle aber weiterhin darüber berichtet werden. Ausgenommen sei der Stierlauf in Pamplona, der weiterhin live übertragen werden solle. Am 5. September 2012 wurde jedoch wieder ein Stierkampf live auf TVE übertragen. Für das Jahr 2013 waren drei bis vier Liveübertragungen geplant.

#### Argumente gegen den spanischen Stierkampf

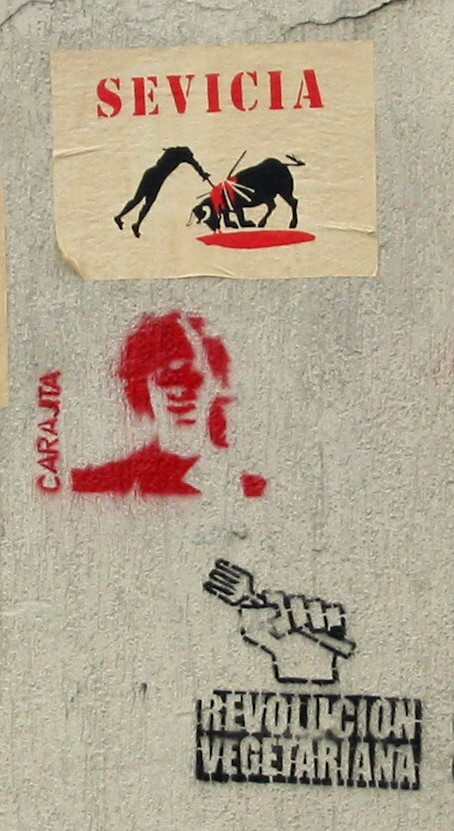
Graffiti gegen Stierkampf in Bogotá von 2005 (Sevicia = „Grausamkeit“)

Das gewichtigste Argument der Stierkampfgegner ist der Vorwurf der Tierquälerei. Diese beginne bereits vor einer Veranstaltung, wenn die Stiere in Spanien tagelang im Dunkeln eingesperrt oder ihnen entgegen dem staatlichen Reglement die Hörner abgeschliffen werden (afeitado). Der Einschluss in die Arena und die permanenten Reizungen der seitlich verschanzten Picadores würden den natürlichen Fluchttrieb des Tieres blockieren. Wenn der Stier besiegt sei, würden ihm als Trophäe Schwanz und Ohren abgeschnitten, ohne dass sein Tod zuverlässig festgestellt würde.
Kritisiert wird weiterhin das Leiden der im spanischen Stierkampf eingesetzten Pferde, denen oft Augen und Ohren verbunden würden, um ihren natürlichen Fluchtinstinkt zu verhindern. Trotz Schutzpolsterung komme es bei ihnen immer noch häufig zu Todesfällen oder schweren Verletzungen, darunter tiefen Fleischwunden und Rippenbrüchen.
Als weiteres Argument wird ins Feld geführt, dass auch für die Zuschauer und die Akteure in der Arena ein Risiko bestehe. So verletzte bei einem Stierkampf in der Stadt Tafalla im August 2010 ein gereizter Bulle während eines Kampfes etwa 40 Zuschauer. Ein ähnlicher Vorgang ereignete sich im Oktober 2015 in Peru.
Als am 9. Juli 2016  der 29-jährige Torero Víctor Barrio von dem Stier Lorenzo bei einer Corrida in Teruel in Aragonien getötet wurde, feierten Gegner der Tradition in den sozialen Medien den Tod des Toreros und gratuliertem dem Kampfstier. Der bekannte Fernsehmoderator und engagierte Stierkampfgegner Frank Cuesta rügte daraufhin die Geschmacklosigkeit mancher Kommentare:
«Los que os alegráis de la muerte de un torero no sois más amantes de los animals ...» (Frank Cuesta: Kommentar auf Twitter am 10. Juli 2016, deutsch: „Diejenigen, die sich über den Tod eines Stierkämpfers freuen, sind keine Tierfreunde mehr ...“)

#### Argumente für den spanischen Stierkampf

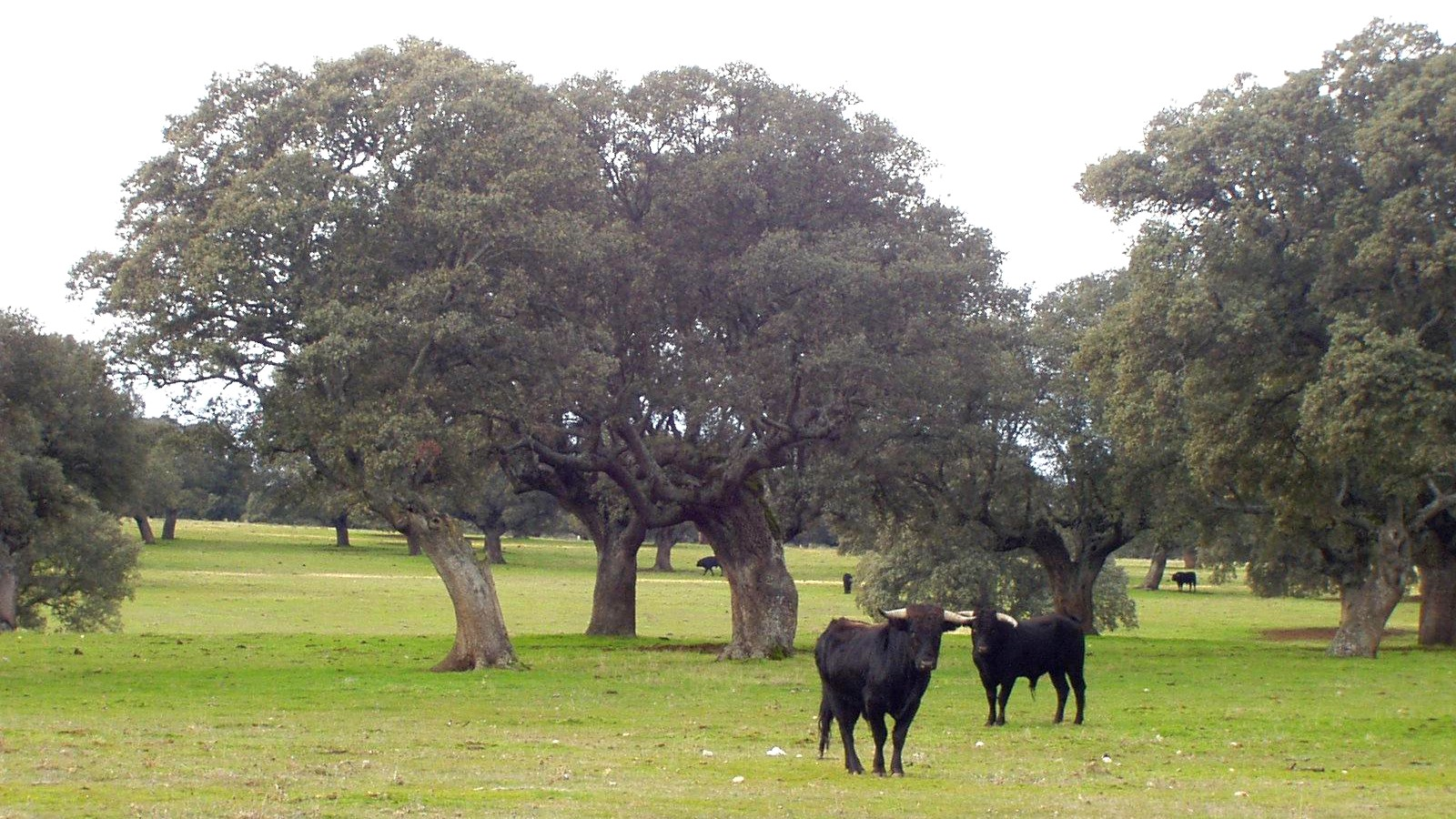
Junge Kampfstiere in der Dehesa

Der Stierkampf wird nicht ausschließlich von politisch konservativen und rechten Kreisen als Symbol nationaler Identität verteidigt, er gilt auch unter liberalen Spaniern als erhaltenswerte Kunstform, bei dem sich die Zuschauer nicht an der Grausamkeit des Schauspiels ergötzten, sondern am Mut der Tiere und der Kunstfertigkeit der menschlichen Akteure. Der Sachverstand des Publikums äußere sich auch durch Missfallenskundgebungen, wenn ein Stier durch Ungeschicklichkeit der Toreros unnötig verletzt oder durch mangelndes Können des Matadors am Ende nicht schnell getötet werde.
Befürworter des Stierkampfs betonen, er sichere im Sinne des Artenschutzes den Fortbestand der Rasse der Kampfstiere  und er diene der Erhaltung der wertvollen Kulturlandschaft der Dehesas, in denen die Tiere gehalten werden. Die Dehesas seien sonst gefährdet, da die traditionellen Weidetiere durch moderne, produktivere Rassen ersetzt würden, deren Futteranspruch aber durch Importfutter gedeckt werden müsse.
Stierkampfbefürworter entgegnen dem Vorwurf der Tierquälerei, dass Kampfstiere nur eine kurze Zeit in der Arena litten, wogegen sie ihr ganzes Leben artgerecht im Freiland verbrächten – was für die meisten Zuchttiere (seien es Kühe, Schweine oder Hühner) nicht zutreffe. Eine Studie aus dem Jahr 2007 weist zudem darauf hin, dass die Schmerzwahrnehmung der Stiere in der Arena durch die Ausschüttung hoher Mengen von beta-Endorphinen stark eingeschränkt sei.
Dem Argument, dass der Stierkampf auch wegen der erheblichen Risiken für Leib und Leben der Akteure in der Arena abzulehnen sei, wird entgegengestellt, dass es in den drei Jahrzehnten zwischen dem Tod von Francisco Riviera Pérez „Paquirri“ und José Cubero Sánchez „El Yiyo“ in den Jahren 1984 und 1985 und von Víctor Barrio im Jahre 2016 zumindest unter den professionellen Matadores in spanischen Stierkampfarenen keine weiteren Todesfälle gegeben habe.

### Kontroverse in Frankreich und Portugal
Die französischen Stierkampfveranstalter berufen sich auf eine kulturelle Tradition, deren Charakteristika spanischen Ursprungs sind.
Auch in Portugal gibt es kontroverse Fernsehdebatten und Protestdemonstrationen gegen Stierkämpfe. Von den Befürwortern wiederum wird auf die Zahl der Arbeitsplätze (angefangen von der Stierzucht bis zur Veranstaltung selbst) verwiesen, die auf dem Spiel stünden.

## Verbote und Beschränkungen des Stierkampfs
Die Kanarischen Inseln haben als erste Autonome Gemeinschaft Spaniens den Stierkampf verboten. Das entsprechende Tierschutzgesetz wurde am 30. April 1991 verabschiedet.
Im November 2008 wurde in Katalonien mit dem Ziel eines Verbots des Stierkampfs in dieser Region per Volksbegehren (mit 180.000 Unterschriften) ein Gesetzentwurf zur Änderung des katalanischen Tierschutzgesetzes eingebracht. Dieser wurde vom katalanischen Parlament beraten und am 28. Juli 2010 mit leichten Änderungen mit 68 zu 55 Stimmen bei neun Enthaltungen angenommen. Als ein Hauptgrund für die Entscheidung wurde die Grausamkeit der Veranstaltungen angeführt. Das Verbot trat in Katalonien am 1. Januar 2012 in Kraft. Seit 2016 war das Töten der Kampfstiere auch auf den Balearen verboten.
Die spanische Zentralregierung unter Mariano Rajoy erklärte die Technik des Stierkampfes mit zwei Gesetzen 2013 und 2015 auf Initiative eines Volksbegehrens mit 600.000 Unterschriften zum „immateriellen Kulturgut“. Insofern entschied das Verfassungsgericht Spaniens im Oktober 2016 im Zusammenhang mit dem Verbot in Katalonien, dass autonome Regionen den Stierkampf zwar regulieren, diesen aber mangels Gesetzgebungszuständigkeit nicht verbieten können.
Auf den Balearen wurden daraufhin der Stierkampf im Juli 2017 massiv reguliert. Unter anderem durften Stiere nicht mehr getötet werden, Toreros durften keine spitzen Gegenstände in der Arena bei sich tragen und es durften während des Stierkampfes auch keine Pferde mehr anwesend sein. Diese Regulierungen wurden vom spanischen Verfassungsgericht größtenteils als zu weitgehend betrachtet und unter Verweis auf die fehlende Gesetzgebungszuständigkeit des Regionalparlamentes für weitgehend ungültig erklärt.
Anfang Mai 2024 erklärte der spanische Kulturminister Ernest Urtasun, dass im laufenden Jahr der nationale Preis für Stierkampf (Premio Nacional de Tauromaquia) nicht verliehen werde. Der mit 30.000 € dotierte Preis war seit 2013 jährlich verliehen worden. Urtasun bezeichnete den Stierkampf als Tierfolter (tortura animal) und kündigte für die folgenden Jahre die endgültige Abschaffung des Preises an.